# Hyphasis sadanagai
Hyphasis sadanagai es una especie de insecto coleóptero de la familia Chrysomelidae. Fue descrita científicamente en 1983 por Takizawa.